# Geghanush
Geghanush (en arménien Գեղանուշ) est une communauté rurale du marz de Syunik en Arménie. Comprenant également la localité de Gomaran, elle compte 297 habitants en 2008.